# La Plaça (Sora)
La Plaça és una masia de Sora (Osona) inclosa a l'Inventari del Patrimoni Arquitectònic de Catalunya.

## Descripció
Casa de planta rectangular construïda de pedra i morter a la que se li han anat adossant construccions annexes que fan de corts o de pallers donant un conjunt més complex.
La coberta és de teules a doble vessant i per la part exterior l'edifici ha estat cimentat. És una de les antigues masies de Sora.
Tot i que la casa queda situada a l'esquerra del camí que travessa el poble, un dels pallers queda a mà dreta i, per tant, el conjunt d'edificis tanca el nucli urbà.

## Història
El 1570 una menció estableix a Pere Sastre el terreny per a una casa que es dirà "Casa de la Plaça" al cens de 2 sous que devia pagar a la rectoria de Sora. El lloc era anomenat antigament la Plaça del terme per tenir-hi lloc les reunions de veïns.